# Taras Bybyk
Taras Bybyk (ur. 27 marca 1992) – ukraiński lekkoatleta specjalizujący się w biegu na 800 metrów. 
W 2010 startował na mistrzostwach świata juniorów w Moncton. Półfinalista juniorskich mistrzostw Europy z 2011. W 2013 zajął 5. miejsce na halowych mistrzostwach Starego Kontynentu w Göteborgu oraz zdobył srebro młodzieżowych mistrzostw Europy w Tampere.
Medalista mistrzostw Ukrainy.
Rekordy życiowe: stadion – 1:46,20 (12 lipca 2013, Tampere); hala – 1:48,93 (15 lutego 2013, Sumy).

## Osiągnięcia
| Rok  | Impreza                        | Miejsce  | Pozycja    | Wynik   |
| ---- | ------------------------------ | -------- | ---------- | ------- |
| 2010 | Mistrzostwa świata juniorów    | Moncton  | eliminacje | 1:51,15 |
| 2011 | Mistrzostwa Europy juniorów    | Tallinn  | półfinał   | 1:49,25 |
| 2013 | Halowe mistrzostwa Europy      | Göteborg | 5. miejsce | 1:50,38 |
| 2013 | Młodzieżowe mistrzostwa Europy | Tampere  | 2. miejsce | 1:46,20 |
| 2013 | Mistrzostwa świata             | Moskwa   | eliminacje | 1:49,39 |